# Caprimulgus clarus
Caprimulgus clarus là một loài chim trong họ Caprimulgidae.